# Цёкелль, Александр Вильгельм Иоганн фон
Александр Вильгельм Иоганн фон Цёкелль (латыш. Aleksandrs Vilhelms Johans fon Cekells; 1787—1874) — приват-доцент Императорского Дерптского университета.
Родился 1 января 1787 года и происходил из древнего дворянского рода Лифляндской губернии; двоюродный брат Вильгельма Иоганна Энгельбрехта фон Цёккеля. Получив высшее образование на юридическом факультете Дерптского университета, Александр Вильгельм Иоганн фон Цёкелль поступил в военную службу. 
В чине инженер-майора фон Цёкелль вышел в отставку и получил доцентуру в Дерптском университете; в то же время был советником Правления Лифляндского кредитного общества. 
Умер в родовом имении Раузенгоф, в Лифляндии, 20 ноября (2 декабря) 1874 года.